# Socialt udsatte
Definitionen på socialt udsatte er ikke entydig.
Center for Alternativ samfundsanalyse (CASA) benytter den mest vidtgående definition: "Personer eller grupper, der har vanskeligt ved selvforsørgelse."
Socialministeriet benytter en anden definition og definerer socialt udsatte bredt som: "Personer, der lever i samfundets yderkanter, personer, der ofte har et dårligt helbred, der sjældent har en tilknytning til arbejdsmarkedet, og som ikke drager nytte af samfundets almindelige tilbud til borgerne."
Socialstyrelsens udsatteenhed benytter en tredje definition og definerer socialt udsatte som: "Mennesker, der har et eller flere tunge sociale problemer: Sindslidelse, alkoholmisbrug, stofmisbrug, hjemløshed, prostitution, vold i nære relationer eller senfølger af seksuelle overgreb."

## Mulige årsager
Ifølge CASA kan årsagerne være, at personerne eller grupperne er nedslidte efter mange års hårdt arbejde, er fyrede og har mistet deres arbejde, har problemer med tilknytning pga. sygdom/dårligt helbred eller har problemer i overgang fra skole til arbejdsliv.
De kan have sociale problemer i form af gentagne nederlag i skolen og i job, sociale belastninger i familielivet, f.eks. skilsmisse, dårlige opvækstvilkår, manglende voksenkontakt, manglende omsorg, misbrug i hjemmet eller misbrugsproblemer.
De kan mangle støtte og hjælp til at komme ud af den socialt belastede situation og dermed give dem et meningsfuldt hverdagsliv. 
Det kan være at den kommunale sociale indsats ikke er prioriteret og tilrettelagt til at kunne afhjælpe deres sociale problemer.

## Socialt udsatte i Danmark
80-85.000 borgere i Danmark kan ifølge Socialministeriet betegnes som socialt udsatte.. Omkring 22.000 socialt udsatte har en psykisk lidelse. 20.000-25.000 alkoholmisbrugere er socialt udsatte. Der er ca. 27.000 stofmisbrugere i Danmark. Der er omkring 5.000 hjemløse i Danmark.